# Bull Irvine

a Compétitions nationales et continentales officielles uniquement.

b Matchs officiels uniquement.
William (Bull) Richard Irvine, né le 2 décembre 1898 à Auckland et mort le 26 avril 1952 à Whangarei, est un  joueur de rugby à XV qui a joué avec l'équipe de Nouvelle-Zélande. Il évolue au poste de talonneur.

## Biographie
Il débute avec les All-Blacks en jouant contre New South Wales le 15 septembre 1923. Il dispute son premier test match avec l'équipe de Nouvelle-Zélande le 1er novembre 1924 contre l'Irlande, et son dernier test match contre les Lions britanniques le 21 juin 1930.
Il est le père de Ian Irvine (en), lui aussi international néo-zélandais de rugby à XV.

## Statistiques en équipe nationale
- Nombre de test matchs avec les Blacks :  5
- Nombre total de matchs avec les Blacks :  41